# Brachaeluridae
Brachaeluridae (trong tiếng Anh gọi là blind shark, "cá mập mù") là một họ cá mập nhỏ trong bộ Orectolobiformes. Họ này gồm một chi duy nhất là Brachaelurus. Chỉ có hai loài được biết đến, cả hai đề sống ở vùng biển nông, mực nước trên 110 m (360 ft), dọc theo bờ biển miền đông Úc.
Chúng đáng chú ý nhất với sự xuất hiện của râu dài, lỗ thở lớn. Chúng có hai vây lưng, nằm gần nhau trên lưng cá, và một cái đuôi tương đối ngắn. Mắt của Brachaeluridae có chức năng hoàn chỉnh, chúng được đặt tên "cá mập mù" vì khi bị bắt mắt chúng luôn nhắm.
Brachaeluridae ăm cá nhỏ, mực nang, hải quỳ, và động vật giáp xác. Con cái giữ trứng trong cơ thể cho đến khi nở (noãn thai sinh). Trong môi trường nuôi nhốt, chúng có thể sống tới 20 năm. Chúng thích hợp cho bể cá vì kích thước nhỏ khi trưởng thành và vì chúng thích không gian hẹp. Tuy nhiên, chúng ít hoạt động vào ban ngày và dành nhiều giờ trong hang nhân tạo. Brachaeluridae được cho ăn hải sản tươi hay đông lạnh ba lần một tuần. Nước nhiệt độ 64-76 °F là thích hợp nhất cho sức khỏe của chúng.